# Private Eyes (альбом Томми Болина)
Private Eyes — второй и последний студийный альбом гитариста и певца Томми Болина, выпущенный в 1976 году, на лейбле Columbia Records. В качестве сопродюсера данного диска выступил Деннис Маккей.
Спустя три месяца после выхода альбома, 3 декабря 1976 года, отыграв выступление на промотуре Джеффа Бека, Томми Болин умер от передозировки наркотиков и алкоголя.

## Список композиций
1. «Bustin’ Out for Rosey» (Bolin) — 4:24
2. «Sweet Burgundy» (Bolin, Cook) — 4:13
3. «Post Toastee» (Bolin) — 9:03
4. «Shake the Devil» (Bolin, Cook) — 3:47
5. «Gypsy Soul» (Bolin, Cook) — 4:05
6. «Someday Will Bring Our Love Home» (Bolin, John Tesar) — 3:05
7. «Hello, Again» (Bolin, Cook) — 3:39
8. «You Told Me That You Loved Me» (Bolin) — 5:15

## Участники записи
- Томми Болин — гитары, клавишные, вокал, фортепиано
- Регги Макбрайд — бас, вокал
- Марк Стейн — клавишные, вокал
- Кармин Эппис — ударные в треке «Someday Will Bring Our Love Home»
- Бобби Бердж — перкуссия, ударные
- Бобби Холл — перкуссия
- Норма Джин Белл — перкуссия, вокал, саксофон
- Дэл Ньюман — струнные, аранжировки

## Производство
- Продюсеры: Томми Болин, Деннис Маккей
- Звукоинженеры: Томас ла Тоноур и Стивен Уильям Тайлер
- Дизайн: Джимми Уотчтелл